# Cikalong (Cibitung)
Cikalong is een bestuurslaag in het regentschap Pandeglang van de provincie Banten, Indonesië. Cikalong telt 1720 inwoners (volkstelling 2010).